# لغة نياس
لغة نياس (Li Niha "لي نيها") تنتمي إلى الفرع السومطري الشمالي من لغات أسترونيزية. تنتشر اللغة في جزيرة نياس وجزر باتو قبالة الساحل الغربي لجزيرة سومطرة في إندونيسيا. بلغ عدد المتحدثين باللغة عام 2000 حوالي 770,000 إندونيسي. هناك ثلاث لهجات رئيسية للغة هي: الشمالية والوسطى والجنوبية. تكتب اللغة بالخط اللاتيني بإضافة حرفي ö وw̃ وبلا حروف c, p, q, v, x.